# Rectificare (așchiere abrazivă)
Rectificarea este un procedeu de prelucrare fină și finală prin așchiere a pieselor de mașini, executată la mașini de rectificat, cu ajutorul sculelor abrazive care au tăișuri geometric nedefinite, pentru a obține suprafețe cu precizie dimensională ridicată, cu rugozități reduse și cu precizie ridicată de formă și poziție. Față de alte procedee de așchiere, rectificarea prezintă avantajul de a permite prelucrarea unor materiale cu prelucrabilitate redusă prin așchiere, cum sunt oțelurile călite, fonte, aliaje foarte dure (de exemplu, carburi metalice).
Prelucrarea prin rectificare are loc în mai multe treceri ale discului abraziv, iar la fiecare trecere, acesta detașează un strat subțire de material (0,001...0,05 mm) pe care îl transformă în așchii microscopice (microașchii). Cu cât granulația sculei abrazive este mai fină, cu atât dimensiunile așchiilor și deci înălțimile rugozității suprafeței sunt mai reduse, obținându-se suprafețe cu parametrul de rugozitate Ra = 0,2...0,8 μm. Precizia dimensiunilor se poate obține în treptele de precizie ISO IT8...IT1, cu toleranțe dimensionale de ordinul 0,001 mm (1 μm). Precizia obținută a dimensiunilor este mai ridicată decât la procedeele de așchiere cu scule având tăișuri geometric definite.

## Fenomene în procesul de rectificare
În timpul procesului de rectificare apar două fenomene specifice: autoascuțirea și îmbâcsirea discului abraziv. Aceste fenomene influențează atât productivitatea procesului, cât și parametrii de rugozitate a suprafeței. Pe măsură ce tăișurile granulei abrazive se uzează (se tocesc) , forța de așchiere corespunzătoare fiecărei granule crește și la un moment dat această forță poate produce spargerea sau smulgerea granulei din liantul corpului abraziv. Dacă scula abrazivă are o duritate redusă, granulele tocite sunt smulse ușor din liant și treptat și în mod continuu ies la suprafață granule noi, cu tăișuri ascuțite, care continuă normal procesul de rectificare. Procesul continuu de eliminare a granulelor uzate, în urma căruia corpul abraziv își reface capacitatea de așchiere se numește autoascuțire. 
Dacă însă corpul abraziv are o duritate mare, granulele tocite sunt reținute un timp mai îndelungat, astfel că procesul de rectificare se înrăutățește treptat, până la pierderea totală a capacității de așchiere a discului abraziv care se îmbâcsește (se lustruiește), parametrii de rugozitate a suprafeței se înrăutățesc și pe suprafața prelucrată a piesei pot apărea arsuri („arderea” suprafeței rectificate).  Când intensitatea procesului de autoascuțire este insuficientă sau îmbâcsirea devine predominantă, se impune, periodic, ascuțirea artificială a corpului abraziv (engleză wheel dressing). Ascuțirea artificială este necesară și pentru refacerea, cu precizie, a geometriei corpului abraziv, afectată de uzura sa. Ascuțirea artificială, denumită și îndreptare sau diamantare ( denumire improprie, folosită când scula pentru îndreptare  are partea activă din diamant) se efectuează înainte de începerea fiecărei operații de rectificare; de asemenea între fazele de rectificare de degroșare și de finisare, executate succesiv pe aceeași mașină, este necesară din nou îndreptarea discului abraziv.

## Procedee de rectificare

Operații de rectificare:1-Rectificare plană cu periferia discului abraziv;2-Rectificare laterală cu avans longitudinal;3-Rectificare rotundă cu avans longitudinal;4-Rectificare rotundă cu avans transversal(Rectificarea unei caneluri);5-Rectificare rotundă fără vârfuri

În funcție de forma suprafețelor de prelucrat se deosebesc următoarele tipuri de procedee de rectificare:
- rectificare rotundă (pentru suprafețe cilindrice, conice și profilate);
- rectificare plană;
- rectificare fără vârfuri.

Pentru aceste tipuri de procedee s-au dezvoltat mașini de rectificat specifice.
Rectificarea suprafețelor cilindrice exterioare se poate efectua prin procedeele:
- rectificare între vârfuri, cu avans longitudinal;
- rectificare cilindrică lângă „umăr”;
- rectificare cu avans transversal.

Rectificarea suprafețelor de revoluție exterioare se poate face pe mașini de rectificat rotund exterior și pe mașini de rectificat universale (acestea din urmă, pentru rectificare exterioară și rectificare interioară).

### Rectificarea între vârfuri
Rectificarea între vârfuri, cu avans longitudinal se aplică la piesele cu suprafețe de rectificat lungi, peste 50 mm, atunci când lungimea suprafeței de rectificat a piesei este mult mai mare decât lățimea discului abraziv. Piesa este fixată între vârfuri, efectuează o mișcare de avans longitudinal rectilinie-alternativă, aceasta fiind continuă, prin deplasarea saniei port-piesă a mașinii, avansul longitudinal fiind sl = (0,2...0,8)B mm/rot piesă, unde B este lățimea discului abraziv. Simultan,  piesa execută o mișcare de rotație, fiind necesar un antrenor pentru rotire. Mișcarea de avans longitudinal poate fi efectuată și de discul abraziv.
Discul abraziv efectuează mișcarea principală de rotație cu turație ridicată care trebuie să asigure viteza periferică vd = 25...35 m/s, specifică rectificării. Discul abraziv și piesa de prelucrat se rotesc în sensuri opuse. Viteza periferică a piesei de rectificat are valori vp = 15...45 m/min.
La fiecare capăt de cursă longitudinală a saniei port-piesă sau la o cursă dublă, păpușa port-piatră execută mișcarea de avans transversal (radial) st = 0,001...0,05  mm/cursă, pentru generarea adâncimii de așchiere pe trecere.
La sfârșitul prelucrării, în scopul obținerii formei geometrice și a calității suprafeței prescrise, se fac treceri fără avans transversal (treceri de netezire), care se continuă până când nu mai apar scântei.
Unele probleme la rectificarea cilindrică exterioară între vârfuri pot apărea în legătură cu montarea piesei de prelucrat între vârfuri. Dacă se lucrează cu piesa între vârfuri fixe, o perfectă coaxialitate a suprafețelor piesei este posibilă numai când ambele vârfuri precum și găurile de centrare din capetele piesei sunt corect executate. Repartizarea nesimetrică a materialului piesei față de axa comună a găurilor de centrare, poate conduce la deformații elastice nedorite, în special la turații mari  ale piesei. Problemele sunt obișnuite atunci când se rectifică piese subțiri (cu rigiditate mică), care, din cauza forțelor de așchiere mari la degroșare, se deformează elastic prin încovoiere atât de mult încât suprafața rectificată prezintă erori de formă, chiar după trecerile finale de netezire.
La rectificarea cu avans longitudinal, discul abraziv se uzează mai uniform și nu influențează asupra abaterii de la cilindricitate a suprafeței rectificate; în acest caz se folosesc discuri abrazive cu duritate mai mică, care lucrează în regim de autoascuțire și care nu necesită ascuțiri/îndreptări frecvente, având o capacitate de așchiere ridicată.
În cazul arborilor grei pentru turbine cu abur, în trepte cu diametre de 200...300 mm și peste, pentru evitarea vibrațiilor în timpul rectificării se folosesc lunete de reazem; distanțele între lunete nu trebuie să depășească de 10 ori diametrul arborelui, iar turația acestuia este redusă la valori de 4...8 rot/min.
Rectificarea cilindrică lângă un umăr (guler) adiacent se aplică atunci când este necesar să se obțină, într-o singură așezare a piesei, suprafața cilindrică și fața frontală plană a umărului (gulerului) alăturat, pentru respectarea condiției de perpendicularitate. La început se rectifică suprafața cilindrică cu avans longitudinal, până la obținerea cotei necesare, apoi sania port-piesă este deplasată transversal pentru rectificarea frontală a umărului.
Pentru o suprafață cilindrică scurtă, care nu depășește lățimea discului abraziv, mărginită de un umăr, se aplică rectificarea frontală  și cilindrică cu avans transversal, însă acest procedeu conduce la o uzură excesivă a colțului discului abraziv care rectifică frontal umărul.
Rectificarea simultană a unui fus cilindric și a feței frontale alăturate este posibilă pe mașini specializate de rectificat cilindric și frontal la care se efectuează un avans oblic al păpușii port-piatră, poziționate oblic, astfel încât ambele suprafețe se aduc la cotă în același timp. Este de menționat că la această variantă este probabil să apară o deteriorare termică a feței plane a umărului piesei, datorită încălzirii puternice ca urmare a lungimii de contact mare între suprafața frontală plană a discului și umăr. Mișcarea pe direcția avansului oblic se obține prin controlul exercitat de calculatorul încorporat, al mișcărilor ambelor sănii pe axele y (radială) și x (axială). Mașinile de rectificat cilindric și frontal, cu avans oblic, sunt prevăzute cu opritori care asigură orientarea axială a suprafețelor de prelucrat ale piesei în raport cu discul abraziv. Pentru poziționarea axială corectă a unui arbore prins între vârfuri, față de discul abraziv, în vederea obținerii cu precizie a lungimilor, se folosește un vârf flotant la păpușa fixă port-piesă, în scopul compensării diferențelor de adâncime a găurilor de centrare.
Rectificarea simultană a fusului cilindric și a feței frontale se poate efectua și pe mașini obișnuite de rectificat rotund, folosindu-se un disc abraziv cu degajare pe partea frontală.
Rectificarea  cilindrică cu avans transversal  (piesa fiind între vârfuri) se aplică pentru suprafețe relativ scurte, cu lungimea suprafeței de rectificat  mai mică decât lățimea discului abraziv, de obicei l < 80 mm. Procedeul este mai productiv decât rectificarea cu avans longitudinal, se folosesc discuri abrazive cu lățime mai mare și mașini de rectificat cu puteri mai mari  și rigiditate sporită; piesa de prelucrat trebuie să fie rigidă, pentru evitarea deformării prin încovoiere. Avansul transversal este continuu și se produce o uzură mai intensă a discului abraziv, care influențează direct precizia suprafeței rectificate. De aceea este necesară o îndreptare mai frecventă a sculei abrazive. La finalul operației de rectificare  se aplică câteva treceri longitudinale de finisare, avansul longitudinal fiind reglat la valori mici, pentru a evita lovirea unui eventual umăr al piesei.
O productivitate ridicată a rectificării cu avans transversal se obține, la arbori în trepte, pe mașini de rectificat specializate, echipate cu mai multe discuri abrazive care rectifică simultan mai multe fusuri ale piesei. Astfel de mașini au fost dezvoltate pentru rectificarea simultană a fusurilor pentru lagăre paliere ale arborilor cotiți pentru motoare.
La rectificarea cu avans transversal (radial) procesul de rectificare a fiecărei suprafețe cilindrice se desfășoară deseori după un ciclu automat.
Cel mai indicat ciclu automat de rectificare,  din punct de vedere al productivității și preciziei asigurate, este compus din următoarele etape:, 
- etapa 1-a : apropierea rapidă a discului abraziv;
- etapa a 2-a: apropierea lentă a discului abraziv până la atingerea suprafeței;
- etapa a 3-a: avansul transversal, prin care se crează strângerea inițială și deformarea elastică a sistemului tehnologic;
- etapa a 4-a: detașarea celei mai mari părți a adaosului de prelucrare, în regim staționar;
- etapa a 5-a: inversarea, prin trecerea rapidă la micșorarea strângerii/comprimării sistemului tehnologic și micșorarea adâncimii, în vederea finisării;
- etapa a 6-a: rectificarea de finisare, în regim staționar, la care se obține dimensiunea finală și calitatea de suprafață prescrisă;
- etapa a 7-a: retragerea rapidă a discului abraziv.
La producția de serie mică și serie mijlocie se folosesc mașini de rectificat rotund cu comandă numerică, destinate pentru rectificarea cu avans longitudinal sau pentru rectificarea cu avans transversal. Productivitatea rectificării se mărește de 1,5 - 2 ori, în comparație cu mașinile cu comandă manuală.
Rectificarea cu avans longitudinal lent, într-o singură trecere, cu disc reglat la cotă. (engleză Creep-feed grinding). Acest procedeu a fost inventat în Germania în anii 1950, de Edmund și Gerhard Lang. La acest procedeu, discul rectificator este reglat la cotă, la diametrul nominal și dintr-o singură trecere în lungul arborelui se îndepărtează întregul adaos de prelucrare. Această variantă de rectificare este folosită pentru detașarea cu viteze mari, cu productivitate ridicată, a materialului piesei, concurând cu frezarea și strunjirea. Sunt folosite adâncimi de așchiere mari, până la 6 mm, împreună cu o viteză mică de rotație a piesei. Deoarece la această variantă solicitarea discului abraziv este mult mai mare decât la rectificarea cu avans longitudinal rectiliniu-alternativ, sunt utilizate discuri abrazive fabricate din nitrură cubică de bor, abraziv foarte rezistent la uzură. A fost dezvoltat un procedeu de îndreptare/ascuțire continuă a discului abraziv, care îndreaptă permanent discul, în timpul rectificării piesei, menținând scula în starea de ascuțire.

### Rectificarea fără vârfuri
Rectificarea fără vârfuri (engleză Centerless grinding) este utilizată la prelucrarea pieselor cu rigiditate redusă (cu diametre mici și lungimi mari) sau pentru prelucrarea unor piese de dimensiuni mici care nu pot fi prinse între vârfuri, de exemplu inele de rulmenți, știfturi, bolțuri de piston, de asemenea se pot rectifica bare cilindrice lungi. Precizia diametrului la rectificarea fără vârfuri se obține în treptele de precizie IT6 - IT8.
Piesa de rectificat se sprijină liber (fără prindere fizică) pe o riglă de ghidare între discul rectificator cu diametru mai mare și discul conducător cu diametru mai mic, care rotește piesa datorită frecării. Discurile abrazive se rotesc în același sens (a se vedea procedeul de rectificare nr. 5 din imaginea articolului), însă au roluri diferite: discul rectificator detașează adaosul de prelucrare, iar discul conducător rotește piesa în sens contrar rotației discului, la o viteză constantă, apropiată de viteza periferică a discului conducător. Piesa sprijinită pe riglă cu suprafața sa cilindrică se rotește în jurul unei axe a cărei poziție este determinată de poziționarea piesei în trei puncte, între discul rectificator, discul conducător și rigla de ghidare.  Astfel, poziția piesei este static determinată prin contactul cu cele trei elemente. Cele două discuri abrazive se rotesc cu turații diferite: discul rectificator cu viteza periferică de 30...60 m/s, iar discul conducător - cu viteza de 10...40 m/min. Viteza de rotație a piesei corespunde cu viteza periferică a discului conducător, cu excepția unei mici alunecări a piesei pe discul conducător.
În scopul măririi frecării dintre piesă și discul conducător, acesta din urmă este executat cu liant de vulcanită (cauciuc vulcanizabil), din corindon cu granulația mai fină decât discul rectificator. Rigla de ghidare cu deschidere în V trebuie să aibă rugozitate foarte mică, să fie rezistentă la uzură în care scop se execută din carburi metalice și trebuie să asigure poziționarea corectă pe înălțime în raport cu cele două discuri abrazive. La serii mici de fabricație, rigla poate fi executată din oțel de scule sau fontă cenuție.Această riglă de reazem este reglabilă pe înălțime cu scopul ca axa piesei să fie supraînălțată față de linia centrelor celor două discuri cu mărimea h= 0,5dpiesă < 14 mm. Dacă axa piesei de prelucrat s-ar afla pe linia care unește centrele discurilor ar apărea o abatere de la circularitate a suprafeței rectificate, numită poligonalitate.
Rectificarea fără vârfuri poate fi realizată prin două variante de prelucrare:
- rectificare cu avans longitudinal;
- rectificare cu avans transversal.

La rectificarea fără vârfuri cu avans longitudinal, piesa avansează în lungul axei sale, paralelă cu axa de rotație a discului rectificator, trecând complet printre cele două discuri. Discurile abrazive sunt reglate la o distanță constantă, corespunzătoare diametrului final al suprafeței de prelucrat. Pentru a obține deplasarea longitudinală a piesei, discul conducător este înclinat în plan vertical cu unghiul α față de axa discului rectificator: α = 3...50 la degroșare și α = 1...20 la finisare. Discul conducător fiind înclinat în plan vertical, trebuie să aibă formă hiperboloidală, pentru a contacta piesa de prelucrat pe toată lungimea generatoarei. Această formă se obține prin diamantarea discului conducător, în procesul de îndreptare. Această variantă de rectificare este tipică pentru fabricarea în producție de masă a pieselor cu suprafețe cilindrice, cum sunt bare, bolțuri, osii și role pentru rulmenți.
Discul rectificator, discul conducător și rigla de ghidare pot fi dispuse orizontal, vertical sau oblic, însă construcția orizontală este cea mai obișnuită. Atunci când se rectifică piese grele, construcția orizontală conduce la un moment mare de frecare pe rigla de ghidare, dar și la o forță mică de apăsare pe discul conducător. Ca urmare, viteza de rotație a piesei de prelucrat nu poate fi controlată. Pentru a evita această consecință, discurile rectificator și conducător pot fi dispuse oblic. În acest mod, o parte din greutatea piesei de prelucrat este „deviată” spre discul conducător, astfel încât forța normală pe rigla de ghidare este diminuată. Momentul de frecare pe rigla de ghidare se micșorează și piesa de prelucrat este antrenată în rotație mai rapidă.
Rectificarea fără vârfuri cu avans transversal  (radial) este utilizată de obicei atunci când piesa de rectificat are un guler, un cap sau un tronson cu diametrul mai mare decât al suprafeței care se rectifică. Exemple de aplicare sunt fusurile axelor cu came, axe de rotori etc. De asemenea, se aplică pentru piese cu mai multe trepte cilindrice apropiate și pentru rectificarea unor suprafețe ușor profilate: conice, toroidale etc. În aceste cazuri, discul conducător este cilindric , nu hiperboloidal; discurile trebuie profilate corespunzător prin diamantare.
Axa discului conducător nu este înclinată în plan vertical sau este înclinată cu un unghi mic, α = 0,5...10, pentru a menține piesa apăsată pe opritorul axial.
După rezemarea piesei pe rigla de ghidare, manual sau mecanic, are loc avansul transversal continuu al  discului conducător, iar când piesa a fost rectificată la cotă, discul conducător este retras rapid pe direcție radială, iar cu un extractor manual sau un ejector automat piesa este extrasă dintre discuri.

### Cauzele abaterilor de la circularitate la rectificarea fără vârfuri
Rectificarea fără vârfuri a suprafeței de revoluție și rezemarea simultană pe aceeași suprafață pot conduce la abateri (erori) de la circularitate, tipice ale acestui proces, care se prezintă, cum s-a amintit mai înainte, sub forma de poligon curbiliniu pe circumferința suprafeței rectificate. Pot exista diferite cauze ale erorilor de necircularitate la acest proces: 
- Instabilitatea geometrică : abaterile de la circularitate se formează pe suprafața piesei ca rezultat al angajării și poziționării suprafeței piesei între discul rectificator, discul conducător și rigla de reazem.
- Instabilitatea dinamică a mașinii de rectificat : mașina de rectificat are diferite frecvențe de rezonanță care pot conduce la vibrații regenerative.
- Instabilitatea indusă de procesul de înlăturare a materialului: viteze de detașare a materialului prea mari pot conduce la vibrații nedorite în sistemul tehnologic, de exemplu din cauza acțiunii excesive a forțelor pe rigla de ghidare. Ca rezultat, adâncimea de așchiere variază periodic, conducând la suprafețe care nu au profilul circular.
- Vibrații excitate sub acțiunea unor perturbări exterioare.

### Rectificarea plană
Rectificarea suprafețelor plane este utilizată ca operație de finisare pentru obținerea unei precizii ridicate (planitate superioară) și a unei rugozități reduse a suprafețelor, atunci când aceste condiții nu pot fi respectate la operațiile prealabile de frezare, rabotare sau broșare. Se obține rugozitatea suprafeței caracterizată prin Ra = 0,1...0,8 μm și precizia dimensiunilor IT6...IT8.  Se execută pe mașini de rectificat plan orizontale sau mașini de rectificat plan verticale (clasificare după poziția axei sculei abrazive).
Rectificarea plană poate înlocui frezarea atunci când trebuie prelucrate piese călite, deci cu duritate ridicată. De asemenea, rectificarea se folosește și ca operație de curățire a suprafețelor plane brute ale pieselor turnate în forme de nisip, care au o crustă superficială dură și în acest caz rectificarea înlocuiește frezarea sau rabotarea; un exemplu de aplicare este la batiuri turnate de mașini-unelte.
În funcție de forma suprafeței active a corpului abraziv se deosebesc următoarele procedee de rectificare plană:
- rectificare cu periferia discului abraziv cilindric;
- rectificare cu partea frontală a corpului abraziv în formă de oală sau de taler.

Rectificarea cu periferia discului abraziv cilindric este utilizată în operații de mare precizie, în care menținerea sub control a dimensiunii și preciziei formei geometrice este mai importantă decât înlăturarea unor adaosuri de prelucrare mari.
La rectificarea cu periferia discului, suprafața de contact cu piesa și numărul granulelor care așchiază simultan sunt mult mai mici decât la rectificarea cu partea frontală, de aceea se micșorează cantitatea de căldură degajată în proces și deformațiile piesei, însă totodată se micșorează productivitatea rectificării.
Rectificarea cu periferia discului se poate efectua:
- pe mașini de rectificat plan cu masă dreptunghiulară;
- pe mașini de rectificat plan cu masă rotundă rotativă.

Pe mașinile cu masă dreptunghiulară, discul abraziv cilindric execută mișcarea de rotație și avansul de pătrundere vertical, iar piesa fixată pe masa magnetică - mișcarea de avans longitudinal alternativ și mișcarea de avans transversal, intermitent, pe lățimea suprafeței piesei.
Rectificarea cu periferia discului pe mașini cu masă dreptunghiulară este un procedeu mai universal, aplicabil pentru piese lungi și cu suprafață plană continuă sau întreruptă, pentru canale, suprafețe în mai multe plane paralele etc.
Rectificarea plană cu periferia discului pe mașină cu masă dreptunghiulară este posibilă și prin procedeul de rectificare de adâncime într-o singură trecere (engleză creep feed grinding, germană Tiefschleifen) Suprafața piesei de prelucrat este rectificată cu adâncimi de așchiere mari, deseori chiar într-o singură trecere pe suprafața corpului ce se prelucrează. Deoarece alegerea vitezei de detașare a materialului depinde de combinația disc abraziv - piesă de prelucrat, viteza de avans longitudinal a piesei se reglează invers proporțional cu adâncimea de așchiere. O dată cu mărirea adâncimii de așchiere, lungimea contactului dintre piesa de prelucrat și discul abraziv se mărește, având drept consecință faptul că transportul lichidului de răcire în zona de contact și detașarea așchiilor sunt mai dificile. Din acest motiv, rectificarea de adâncime se execută cu discuri abrazive cu structură poroasă, mai puțin dure, iar pe de altă parte, este necesară o alimentare eficace cu lichid de răcire (debite mari la presiuni mari).
Rectificarea de adâncime într-o trecere este folosită industrial în special la procesarea finală a formelor precise, de exemplu a profilelor de fixare ale paletelor de turbină.
Pe mașini cu masă rotundă rotativă și cu disc abraziv cilindric se rectifică în general piese cu dimensiuni mici până la medii, cu contur circular, inele cu fețe plan-paralele, pânze de ferăstrău circular etc. Unele mașini de acest tip pot fi reglate pentru a-și modifica automat incrementele avansului de pătrundere vertical, de la rectificarea de degroșare la cea de finisare.
Rectificarea cu partea frontală a corpului abraziv se efectuează cu corpuri abrazive sub formă de oală, dintr-o bucată sau din mai mulți segmenți abrazivi, sau cu corpuri abrazive-taler. Scula abrazivă lucrează cu întreaga suprafață frontală care „acoperă” toată lățimea de prelucrat a piesei. Procedeul descris se realizează pe mașini cu masă dreptunghiulară  sau cu masă rotundă. Această variantă se aplică de asemenea, pe mașini de rectificat plan bilaterale, la care se rectifică simultan două fețe plan-paralele opuse, ca de exemplu pentru rectificarea plană a segmenților de piston.
Pentru evitarea încălzirii și deformațiilor suprafeței de rectificat, la rectificări cu volum mare al metalului detașat, se folosesc scule abrazive cu segmenți abrazivi, fixați la periferia unui corp metalic. spațiile dintre segmenți asigură pătrunderea mai ușoară a lichidului de răcire, astfel încât se reduce încălzirea pieselor în timpul rectificării. Procedeul de rectificare cu segmenți abrazivi nu poate fi aplicat la prelucrarea suprafețelor înguste, deoarece spațiile dintre segmenții abrazivi determină în acest caz un proces de așchiere neuniform. O productivitate superioară se obține pe mașini de rectificat cu masă rotundă rotativă și axa sculei verticală, la care rectificarea are loc la mai multe rotații ale mesei, cu viteza periferică de 15-20 m/min, corpul abraziv exercitând avansul vertical (de pătrundere), periodic, la fiecare rotație sau la mai multe rotații ale mesei.
Mașinile de rectificat plan cu masă rotundă, de tip greu, pot avea mese cu diametrul de 4 metri și sunt echipate cu corpuri abrazive cu diametrul de 2 metri. Astfel de mașini-unelte grele sunt utilizate, de exemplu, pentru componente de dimensiuni mari, ale turbinelor cu abur.

### Rectificarea interioară
Rectificarea suprafețelor cilindrice interioare asigură precizia diametrului cu toleranțe IT7 - IT6  și rugozitatea Ra 1,6...0,8 μm. Se folosesc discuri abrazive cu diametre mici, de (0,65...0,9)Dpiesă. Datorită rigidității scăzute a arborelui principal port-piatră, pentru operațiile de rectificare interioară se prevăd adaosuri de prelucrare mici.
Pentru găuri cu diametrul sub 30 mm, diametrul discului abraziv se alege cu 1,5...3 mm mai mic decât diametrul găurii rectificate, pentru a permite folosirea unui diametru cât mai mare al arborelui principal port-piatră. Din cauza diferenței mici dintre diametrul găurii și diametrul sculei abrazive, unghiul de contact dintre sculă și suprafața prelucrată este mai mare decât la rectificarea exterioară, ceea ce conduce la concentrarea căldurii pe suprafața de prelucrat. La prelucrarea materialelor care au tendința de formare a arsurilor de rectificare, pentru micșorarea degajării de căldură se folosesc discuri abrazive moi (cu duritate mai mică) și se micșorează viteza de rectificare.
Pentru găuri cu diametrul peste 200 mm, diametrul discului abraziv este determinat de diametrul arborelui principal port-piatră.
Se deosebesc următoarele procedee de rectificare interioară:
- rectificarea cu rotirea piesei fixate în mandrina rotativă a mașinii de rectificat interior;
- rectificarea cu piesa fixă pe mașini de rectificat interior planetare;
- rectificarea pe mașini de rectificat interior fără vârfuri.

Rectificarea interioară este un procedeu de prelucrare precis, dar scump și neproductiv. Se aplică în următoarele situații:
- pentru rectificarea alezajelor în piese călite;
- pentru rectificarea alezajelor precise care trebuie să fie riguros coaxiale cu suprafețe de revoluție exterioare.

Exemple de aplicare: alezaje în capetele bielelor pentru motoare; alezaje de roți dințate etc.

### Rectificarea suprafețelor conice
Rectificarea conică exterioară poate fi executată prin următoarele variante:
- cu rotirea mesei superioare, cu jumătate din unghiul conului;
- cu rotirea păpușii fixe, cu jumătate din unghiul conului;
- prin rotirea capului de rectificat port-sculă;
- prin profilarea discului abraziv la o conicitate identică cu a piesei; avansul transversal este executat de discul abraziv.

## Rectificarea prin electroabraziune
Rectificarea prin electroabraziune, denumită și rectificare electrochimică abrazivă (engleză Electrochemical grinding, rusă Abrazivno-electrohimiceskaia obrabotka) este un procedeu neconvențional de rectificare care se bazează pe desfășurarea simultană a unui proces de dizolvare anodică a metalului piesei cu îndepărtarea acestuia pe cale mecanică de către un disc abraziv electroconductor, în prezența unui electrolit.
Piesa de prelucrat este legată la polul pozitiv (anod) al unei surse de curent continuu, iar discul abraziv - la polul negativ (catod) al aceleiași surse. Discul abraziv efectuează o mișcare relativă față de piesă, fiind creată o presiune de contact între sculă și piesă.Produsele eroziunii electrochimice, detașate de pe piesă, sunt înlăturate din zona de prelucrare de către fluxul de electrolit. Pe piesa-anod se formează o peliculă insolubilă de oxid care este înlăturată prin intermediul discului abraziv, acțiunea abrazivă a discului având loc în primul rând la nivelul vârfurilor microneregularităților.
Discul abraziv electroconductor constă din granule abrazive într-o masă de umplutură electroconductoare (grafit) și un liant de bachelită. Discul abraziv poate fi și metalic, cu granule abrazive presate într-un strat periferic. Electrolitul este introdus în zona de prelucrare în același mod ca la rectificarea umedă convențională. Electroliții pot fi clorura de sodiu sau nitratul de sodiu (în soluții apoase). Procedeul se folosește pentru rectificarea materialelor dure și fragile, de exemplu, carburi metalice, oțeluri carbon, oțeluri rezistente la coroziune, oțeluri refractare, aliaje magnetice. Principalele avantaje sunt prelevarea rapidă a materialului piesei și o calitate ridicată a suprafeței prelucrate: fără bavuri (care sunt produse la rectificarea mecanică), fără tensiuni superficiale sau microfisuri, ceea ce le conferă pieselor prelucrate o rezistență la oboseală, rezistență la uzură și în unele cazuri la agenți corosivi.
Rectificarea prin electroabraziune se realizează după schemele obișnuite ale rectificării rotunde sau rectificării plane ori ale ascuțirii, atât ca operații de degroșare cât și de finisare.

## Caracteristicile corpurilor abrazive
Comportarea corpurilor (sculelor) abrazive depinde direct de caracteristicile acestora și alegerea lor corectă. Un corp abraziv este constituit dintr-o matrice de granule abrazive mari, presate și legate cu ajutorul unui liant, pentru a forma o sculă abrazivă cu diferite profiluri, secțiuni transversale și dimensiuni. Elementul activ în corpul abraziv este granula abrazivă, liantul nu are o acțiune directă în prelucrarea suprafețelor, ci are numai rolul de legare a granulelor.
Caracteristicile care determină  proprietățile corpurilor abrazive sunt următoarele:
- formă și dimensiuni;
- natura materialului abraziv;
- duritatea corpului abraziv;
- liantul;
- granulația materialului abraziv;
- structura corpului abraziv.

Forma și dimensiunile corpurilor abrazive sunt determinate de forma, dimensiunile și poziția suprafeței de prelucrat. Pentru rectificarea suprafețelor cilindrice se folosesc corpuri abrazive drepte, sub forma de disc cilindric plan sau disc cilindric cu degajare; acesta din urmă permite efectuarea rectificării suprafeței cilindrice împreună cu rectificarea suprafeței plane frontale a umărului sau gulerului alăturat.
Pentru rectificarea plană se folosesc atât discuri cilindrice plane, cât și corpuri abrazive de tip oală, corpuri abrazive de tip taler și segmenți abrazivi.
Natura materialului abraziv. Se folosesc materiale abrazive diferite, în funcție și de materialul de rectificat.
Corindonul sintetic sau electrocorindon, denumit comercial electrocorund, constă în esență din oxid de aluminiu Al2O3 și este utilizat mai ales pentru rectificarea oțelului obișnuit și special, a fontei maleabile, a bronzului dur.
Carbura de siliciu, denumită comercial carborundum, poate fi de culoare neagră sau de culoare verde. Este preferată pentru rectificarea materialelor dure și casante: fontă cenușie, fontă maleabilă înainte de recoacere, dar și pentru materiale foarte moi cum sunt bronzul moale, aluminiu, alamă, cupru; se aplică și la ascuțirea plăcuțelor din carburi metalice ale sculelor așchietoare. În practica industrială se folosesc și discuri abrazive speciale, cu diamant artificial.
Un material abraziv cu excelente proprietăți așchietoare  este nitrura cubică de bor, care ocupă locul secund pe scara de duritate Mohs, după diamant și are stabilitate termică foarte ridicată, până la 13000C. Se folosește pentru rectificarea oțelurilor tratate termic, cu duritate mare, a aliajelor cu Ti, W, Co, Mo,a oțelurilor inoxidabile și a fontelor dure, având în vedere că temperatura dezvoltată în zona de așchiere este foarte ridicată.
Duritatea corpului abraziv reprezintă rezistența complexului abraziv-liant la tendința de dislocare a granulelor abrazive de pe suprafața corpului, sub influența forțelor de așchiere apărute în timpul lucrului. Duritatea corpului abraziv, ca parametru funcțional depinde de: cantitatea și calitatea liantului, forma și microgeometria granulelor etc. Pentru a evita consumul ridicat de pietre abrazive sub efectul presiunilor mari la rectificare este convenabil să se aleagă pietre mai dure. Pe de altă parte, este convenabil să se aleagă discuri abrazive mai moi, la care legătura granule-liant este mai puțin rezistentă, pentru ca autoascuțirea să fie favorizată.  
Se recomandă: discuri abrazive cu duritate mai mare, pentru materiale moi, oțeluri necălite, rectificare cilindrică exterioară; discuri abrazive cu duritate mai mică („mai moi”) - pentru rectificarea materialelor dure, oțel călit, oțel fragil, rectificare plană, fiind păstrată astfel productivitatea procesului de așchiere.
Liantul are rolul de a asigura coeziunea granulelor în corpul abraziv. Se utilizează mai multe categorii de lianți:
- liantul ceramic este cel mai utilizat, păstrează în bune condițiuni profilul corpului abraziv, suportă bine umiditatea, de aceea în general discurile cu liant ceramic se folosesc la rectificarea cu lichid de răcire. Se recomandă pentru toate tipurile de rectificări, în afară de retezarea materialelor (debitare).
- liant pe bază de bachelită (bachelita este o rășină fenolică sintetică) este rezistent, elastic, dar se distruge sub acțiunea lichidelor de răcire alcaline; se utilizează pentru rectificarea plană, rectificarea interioară, ascuțirea sculelor așchietoare, debitarea materialelor.
- liant pe bază de cauciuc este fabricat din cauciuc natural sau sintetic, la care se adaugă agenți de plastifiere (pentru a micșora rigiditatea cauciucului), iar ca agent de vulcanizare - sulful. În mai mare măsură se utilizează liantul de cauciuc vulcanizabil sau vulcanită care conferă corpului abraziv compactitate și elasticitate mare. Se folosește la rectificarea fără vârfuri (pentru discul conducător), pentru debitare, rectificare profilată, rectificare cilindrică de finisare. Nu este atacat de umiditate, dar se îmbâcsește repede.

Granulația materialului abraziv (mărimea granulelor) reprezintă conținutul în granule de diferite mărimi, exprimat în procente de greutate (compoziția granulometrică). Ca reguli generale se stabilesc: 
- granulație mare, pentru degroșări, materiale mai moi și plastice, unghiuri de contact mai mari;
- granulație fină, pentru finisări, materiale dure și casante, când se urmărește o încălzire mai mică a piesei de rectificat, unghiuri de contact mai mici.
Structura corpului abraziv se definește prin raportul cantitativ dintre volumul granulelor pe de o parte și volumul liantului și porilor, pe de altă parte, pe unitate de volum. Structura corpurilor abrazive poate fi: foarte deasă, deasă, cu desime mijlocie, rară, foarte rară, poroasă și superporoasă. Cu cât structura este mai poroasă, cu atât așchiile se evacuează mai ușor și se reduce posibilitatea de îmbâcsire a discului abraziv, însă acesta se uzează mai repede. Când nu se pot utiliza lichide de răcire-ungere, se folosesc discuri abrazive superporoase. La rectificarea cilindrică a oțelurilor călite se folosesc discuri abrazive cu structură mijlocie.

## Materiale de prelucrat
Există o mare varietate de materiale care pot fi rectificate, dintre care se pot enumera: oțeluri necălite sau călite, oțeluri inoxidabile, oțel rapid călit, stelit (aliaj de cobalt, crom, wolfram, molibden, dur, inoxidabil), titan, fonte, dar și materiale neferoase cum sunt aluminiu și aliajele sale, bronz dur sau moale, alamă, cupru. În caz de necesitate se rectifică și materiale nemetalice, de exemplu, materiale plastice, granit, beton etc.

## Lichide de răcire și ungere
Zona de așchiere este o sursă termică intensă, de aceea pentru a reduce solicitarea termică a stratului superficial al piesei de rectificat se folosesc în proces lichide de răcire-ungere.
Efectele lichidelor de răcire sunt următoarele:
- reduc temperatura în piesa de prelucrat, evitându-se consecințe negative cum sunt transformări structurale în stratul superficial, arsuri, fisuri superficiale etc;
- exercită un efect de ungere al interfeței dintre corpul abraziv și suprafața piesei care se rectifică, ceea ce face mai dificilă aderența așchiilor metalice la suprafața activă a corpului abraziv;
- produc un efect de „spălare” a particulelor de metal și abraziv de pe corpul abraziv, care sunt transportate în rezervorul de lichid de răcire, unde pot fi filtrate pentru a nu fi recirculate.

Principalele tipuri de lichide de răcire-ungere pentru rectificare sunt:
- soluții apoase de sodă 1...2%; sunt folosite la operații simple de rectificare a oțelurilor, însă nu pentru aliaje neferoase;
- săpunuri în concentrații de 5%; domeniul de utilizare: pentru aliaje feroase, uneori și pentru aliaje de cupru;
- emulsii de apă cu ulei emulsionabil; se folosesc la rectificarea tuturor materialelor metalice, exceptând magneziul;
- uleiuri minerale: ulei de fusuri, uleiuri tratate special, amestec de ulei de fusuri cu petrol 50%; posedă calități de ungere foarte bune, însă sunt mai puțin eficiente decât emulsiile apoase în privința răcirii; se folosesc mai ales pentru rectificarea filetelor și rectificări profilate grele, pe materiale foarte dure.
Lichidele de răcire-ungere sunt aduse în zona de așchiere sub formă de jet sau prin interiorul discului abraziv, prin porii acestuia. Introducerea lichidului de răcire prin interiorul discului are avantajul, față de răcirea tradițională, al unei  diminuări nete a cantității de căldură produse, iar discul abraziv se îmbâcsește mult mai dificil, deoarece prezența permanentă a lichidului în interstițiile care separă granulele abrazive împiedică fixarea particulelor metalice în pori.